# Župna crkva sv. Mihaela arkanđela u Gračanima
Župna crkva sv. Mihaela arkanđela katolička je crkva izgrađena u prvoj polovini 17. stoljeća (točna godina izgradnje varira ovisno o izvoru). Nalazi se u zagrebačkom naselju Gračani. U potresima koji su pogodili Zagreb 2020. godine crkva je teško oštećena, te je proglašena neuporabljivom. Nakon sveobuhvatne konstrukcijske obnove, crkva sv. Mihaela arkanđela postala je prva župna crkva u Zagrebu u kojoj je nakon potresa dovršena temeljita obnova. Ukupna vrijednost obnove iznosila je 527.201,84 eura, te je cjelokupan iznos financiran sredstvima Fonda solidarnosti Europske unije.
Ova je crkva zaštićeno kulturno dobro Republike Hrvatske.

## Povijest i arhitektura
Crkva sv. Mihaela arhanđela sagrađena je na uzvisini uz ulicu Isce, u najstarijem dijelu Gračana. Kao nekadašnja grobna kapela, crkva je okružena cinktorom koji ima naglašen ulazni portal. Prema zapisima vizitatora kapela sv. Mihaela sagrađena je 1610. godine.
Tijekom vremena, crkva je doživjela nekoliko preinaka. Godine 1750. izgrađen je zvonik koji se nalazi sa sjeverne strane u ravnini glavnog pročelja. Proširenje crkve prema zapadu datira iz 1882. godine kada je izgrađen i novi kor. Nova sakristija, koja se nalazi s južne strane, je sagrađena 1899. godine.
Crkva je jednobrodna, s prezbiterijem koji završava polukružno.

## Galerija
- Pogled na zvonik i ulazno pročelje
- Bočno pročelje
- Pogled na crkvu i zvonik s prilazne ceste
- Sveti Mihael, skulptura iznad ulaza na prednjem pročelju
- Pogled na prezbiterij
- Prezbiterij
- Oltar u apsidi
- Svod apside
- Pogled s oltara prema izlazu i koru
- Svod crkve
- Unutrašnjost crkve: vitraj, postaje križnog puta i dekoracije
- Vitraj